# Zoey 101
Zoey 101 är ett amerikanskt TV-program som är Emmy-nominerat och började visas på Nickelodeon den 9 januari 2005. Jamie Lynn Spears har huvudrollen som Zoey Brooks, som börjar på 'Pacific Coast Academy,  I första säsongen så har Zoey  två tjejer som rumskompisar Dana och Nicole i andra säsongen blir Dana erbjuden ett stipendium i en annan skola så de får en ny rumskompis, Lola, och hon kan bli väldigt busig.

## Huvudkaraktärer
- Jamie Lynn Spears - Zoey Brooks
- Paul Butcher - Dustin Brooks
- Sean Flynn - Chase Matthews (sista säsongen)
- Kristin Herrera - Dana Cruz (1 säsongen)
- Christopher Massey - Michael Barret
- Alexa Nikolas - Nicole Bristow (1 och 2 säsongen)
- Erin Sanders Quinn Pensky
- Matthew Underwood - Logan Reese
- Victoria Justice - Lola Martinez (börjar i andra säsongen)
- Austin Butler - James Garrett (börjar i sista säsongen)

### Återkommande karaktärer
- Jack Salvatore, Jr. - Mark Del Figgalo
- Christopher Murray - Dean Rivers
- Jessica Chaffin - Coco Wexler
- Miki Ishikawa - Vicky
- Michael Blieden - David H. Bender
- Brian Tee - Kazu
- Creagen Dow - Jeremiah Trottman
- Allen Evangelista - Wayne Gilbert
- Abby Wilde - Stacey Dillsen
- Lisa Tucker Lisa Perkins
- Daniella Monet Rebecca Martin
- Brando Eaton - Vince Blake

## Svenska röster
- Liv-Devinne Edström: Zoey Brooks